# Kościół Matki Bożej Łaskawej w Siekierczynie
Kościół Matki Bożej Łaskawej w Siekierczynie – murowana świątynia rzymskokatolicka w miejscowości Siekierczyna w gminie Limanowa, będąca kościołem parafialnym parafii pw. Matki Bożej Łaskawej.

## Historia
Budowę kościoła w Siekierczynie rozpoczęto w 1986, według planów krakowskiego architekta Krzysztofa Białki. Miał on zastąpić prowizoryczną kaplicę, wzniesioną w 1956 dla potrzeb miejscowej parafii. 
Konsekracji świątyni dokonał biskup Władysław Bobowski 6 lipca 1997.

## Architektura
Bryła kościoła składa się z dwóch ostrosłupów o podstawie trójkąta, które nakładają się na siebie, co ma za zadanie rozbijać tutejsze wiatry. Większy ostrosłup zawiera nawę, chór i dzwonnicę, zaś mniejszy prezbiterium i zakrystię. Do całości zaliczyć należy również przedsionek o podstawie trójkąta, nad którym znajduje się wieża z sygnaturką, zwieńczona krzyżem.

## Wnętrze
Przed wejściem do świątyni znajdują się dwie figury: Najświętszej Maryi Panny depczącej głowę węża na kuli ziemskiej oraz Serce Pana Jezusa. 
W ołtarzu głównym znajduje się obraz przedstawiający koronację Matki Bożej Łaskawej z Dzieciątkiem. Z obu jego stron wiszą obrazy: z lewej Jezus Miłosierny a z prawej Józef Rzemieślnik.